# Emmett Toppino
Emmett Toppino   (Nova Orleans, 1 de juliol de 1909 - Nova Orleans, 8 de setembre de 1971) va ser un atleta estatunidenc, especialista en curses de velocitat, que va competir durant la dècada de 1930.
Estudià a la Universitat Loyola de Nova Orleans, on es graduà el 1932. Aquell mateix any va prendre part en els Jocs Olímpics de Los Angeles, on va guanyar la medalla d'or en els 4x100 metres relleus del programa d'atletisme. Formà equip amb Robert Kiesel, Hector Dyer i Frank Wykoff.

## Millors marques
- 100 metres llisos. 10.4" (1932)
- 200 metres llisos. 21.6" (1932)[1][2]